# Gobierno de Esquipulas del 2012
Es el octavo gobierno democrático de Esquipulas desde la Nueva Era Democrática de Guatemala de 1985, presidido por Carlos Lapola Rodríguez del Partido Patriota y el consejo de tres sindicos, uno de ellos suplente, y siete concejales, dos de ellos suplentes, conforman un gobierno con ideología derechista, se encuentra en el poder municipal desde el 15 de enero de 2012 y estará hasta el 15 de enero de 2016, según el Código Municipal Esquipulteco por un período de 4 años prorrogables.

## Honorable Concejo Municipal
El Honorable Concejo del Poder Municipal Esquipulteco está conformado de la siguiente forma:
| Puesto               | Diligente                         |
| -------------------- | --------------------------------- |
| Alcalde              | Carlos José Lapola Rodríguez      |
| Sindico I            | César Antonio Rodríguez Morales   |
| Sindico II           | Alma Azucena Morales López        |
| Sindico Suplente     | José Alfonso Espina Monroy        |
| Concejal I           | Carlos Ponce Lemus                |
| Concejal II          | Fernanda Concepción Ardón Paredes |
| Concejal III         | Víctor Humberto Galvéz Portillo   |
| Concejal IV          | Byron Amílcar Sosa Aguire         |
| Concejal V           | Aquiles Ramón Villeda Recinos     |
| Concejal Suplente I  | Joel Rosas Contreras              |
| Concejal Suplente II | Aida Beatriz Vasquéz Porras       |